# Matilda Boza
Matilda Beatrice Linnéa Boza, född Schroeder 4 oktober 1991 i Sankt Matteus församling i Stockholm, är en svensk journalist och programledare på TV4 Media.
Matilda Boza är utbildad inom journalistik och TV på Kaggeholms folkhögskola. Hon började på TV4 år 2014 och arbetade till att börja med som klippare under Världsmästerskapet i fotboll 2014. Hon har därefter arbetat som nyhetsuppläsare på  Nyhetsmorgon. Hon har även setts som sidekick i programmet Efter fem. Under 2024 arbetade hon som programledare för Nyhetsmorgon, och när nyhetsprogrammet Nyhetsdagen startade i januari 2025 arbetade hon som programledare där.
Den 25 februari 2025 födde hon sitt andra barn.